# مرسللی (ایمیشلی)
مرسللی (به ترکی آذربایجانی: Mürsəlli) یک منطقه مسکونی در جمهوری آذربایجان است که در شهرستان ایمیشلی واقع شده‌است. مرسللی ۹۲۸ نفر جمعیت دارد.